# ホークス花の応援団
ホークス花の応援団（ホークスはなのおうえんだん）は2010年4月5日からRKB毎日放送（RKBラジオ）で放送されている平日夕方のスポーツワイド番組である。その名の通り福岡ソフトバンクホークスの応援を目的としている。2019年3月29日を以って定時放送を終了。2021年はホークス"鷹く"応援団（ホークスたかくおうえんだん）、2022年はホークスもっと!応援団（ホークスもっと!おうえんだん）、2023年はRKBエキサイトホークス応援団のタイトルに改称し、『RKBエキサイトホークス』のフィラー番組としてのみ放送されている。
この項目では、当番組より枝分かれした鬼橋美智子 花の応援団!（おにはしみちこ はなのおうえんだん）および鬼スポ 花の応援団!（おにすぽ はなのおうえんだん）についても記述する。

## 番組概要
番組の直接の前身は同じくホークス応援番組であった『ホークス歌の応援団』である。もともと21:00から放送していたが、それを夕方の時間帯に移すのに合わせて改題したのが当番組である。「RKBエキサイトホークス」を事実上フロート番組としたサンドイッチ番組である。
また、『富永倫子のノリスタ』の後枠でもあり、一部コーナーとJRNのネットワークニュースも放送していたため、「RKB平日夕方の生ワイド番組枠」でもあり、情報番組としての体裁を保つ編成になっていた。情報番組の体裁は2017年にスタートした『仲谷一志・下田文代のよなおし堂』へ譲り、内包していたネットワークニュースやRKB交通情報は再び独立させている。
なお、ホークスがパ・リーグ優勝、日本一になった場合は当番組をベースにした特別番組を原則25:00または26:00まで編成する。

## 放送時間
※祝日は「RKBラジオ ホリデースペシャル」に差し替えとなる為、当番組は休止される場合がある。

### 2024年度以降
- プロ野球シーズン・「RKBエキサイトホークス応援団」
  - 土曜日デーゲーム　15時台までに終わるか、中継予定カードが中止となった場合16:00から、16:00以後も試合が継続していた場合はその試合終了後からいづれも最大17:00まで放送（JST）
  - 祝日デーゲーム・土曜ナイター・日曜ナイター・月曜ナイター開催日 試合終了後に放送
  - 水曜日～金曜日のうち中継予定試合が中止となった場合 17:48 - 21:00（JST）
- プロ野球シーズン・「俺たち火曜タカ組」
  - 中継予定試合が中止もしくは設定のない火曜日 17:48 - 21:00（JST）

#### 備考
- 中央競馬の中継「GOGO競馬サタデー!/サンデー!」が2024年度から通年でRKBラジオで15:00-16:00に生放送される[1]関係で、野球中継が行われていても15時台は原則として競馬中継を優先する編成となったため、雨天中止・または15時台までに終わった場合でも16時からの開始となった。
- また土曜日に17時以後の薄暮・ナイターが開催される場合は、スポンサーの関係で放送しなければならない野球中継当該時間帯の番組の代替編成の都合で休止する日がある。

### 2023年度
- プロ野球シーズン・「RKBエキサイトホークス応援団」
  - 土曜日、祝日デーゲーム・日曜ナイター・月曜ナイター開催日 試合終了後に放送
  - 水曜日～金曜日のうち中継予定試合が中止となった場合 17:48 - 21:00（JST）
- プロ野球シーズン・「俺たち火曜タカ組」
  - 中継予定試合が中止もしくは設定のない火曜日 17:48 - 21:00（JST）

#### 備考
- ソフトバンクの球団スローガンを採用しない形の「RKBエキサイトホークス応援団」へ番組名が改称された。これに伴い、火曜ナイター枠の雨傘番組についてはネット局が付いている関係上、「俺たち火曜タカ組」へ番組名義が分離されたが、「RKBエキサイトホークス応援団」との根本的な内容の差異はない。
- 土曜日デーゲームが中止になった場合、「サンドウィッチマン ザ・ラジオショー サタデー」に続けて15:00 - 17:00に放送されるほか、土曜ナイター開催時も15:00 - 16:00で放送されることがある。

### 2022年度
- プロ野球シーズン・「ホークスもっと!応援団」
  - 土曜日、祝日デーゲーム・日曜ナイター・月曜ナイター開催日 試合終了後に放送
  - 火曜日～金曜日のうち中継予定試合が中止となった場合 17:48 - 21:00（JST）

#### 備考
- 同年のソフトバンクの球団スローガン「もっと!もっと!もっと!」を織り込み、「ホークスもっと!応援団」へ番組名が改称された。
- 前年10月の放送体制を引き継いでおり、土曜日、祝日デーゲーム・日曜ナイター・月曜ナイター開催日の試合終了後のみの放送で、日曜デーゲーム時の定時放送はなし。一方、前年使われていた「Be colorful Spice」の番組レーベルの使用が取りやめられたため、平日ナイターの中止時にも本番組が放送されるようになった（はじめから中継予定がない場合は日替わりで単発特番を放送する）。
- 10月中は上記に加え、「土曜 de R。」の終了ならびに「サンドウィッチマン ザ・ラジオショー サタデー」のネット受け開始に伴い、「GOGO競馬サタデー!」の放送権移管（日本シリーズの終了）までブランクとなる土曜15時台にも、暫定的な定時番組として編成され、実際にはソフトバンクがクライマックスシリーズ敗退後の10月22日のみ放送された（翌週の29日は再放送番組で穴埋めした）。

### 2021年度
- プロ野球シーズン・「ホークス"鷹く"応援団」
  - 土曜日、祝日デーゲーム・月曜ナイター開催日 試合終了後に放送
  - 日曜日 15:00（デーゲームの試合終了後）～18:00(JST)　※ナイトゲームの場合は放送枠を変更し試合終了後に放送

#### 備考
- 同年のソフトバンクの球団スローガン「鷹く!」を織り込み、「ホークス"鷹く"応援団」へ番組名が改称された。
- 「鬼ちゃん・西やんの日曜ちゃちゃちゃ」の放送時間繰り上げに伴い、日曜日に限り定時放送枠が復活した。このため、当日のソフトバンク戦のデーゲームが中止または開催のない日曜日、2020年東京オリンピック開催期間前後の日曜日に関しては、15:00から3時間枠で放送されることになっている。なお、ソフトバンク戦がナイトゲームで行われる場合は、本来ナイトゲームの時間帯に行われる定時番組と放送枠を入れ替える。
- 平日の定時放送枠で中継がない日については、本番組ではなく「Be colorful Spice」（RKB開局70周年のスローガン「Be colorful」と連動した番組）を編成する。
  - 東京オリンピック開催期間中は火曜日に「Be colorful Spice」を、水・木・金曜には期間限定の特別企画「水木金 mo R。」を放送する。この期間はどちらもテーマ・パーソナリティは日替わりとなっており根本的な趣旨の差異はない。火曜日は「RKBエキサイトホークス」をネットする局[2]にも配信することから、名義を分けている。
- 10月は日曜16時台以降に「コウズマユウタ Sunday Cruisin'」が編成され、同番組が中継のクッション枠も兼ねる形となったため、代わりに前枠の「ホークス&スポーツ」を試合開始直前まで拡大放送する形を採った。このため本番組名義では土曜日と月曜ナイター開催日の試合終了後のみの放送となった。

### 2019・2020年度
- プロ野球シーズン・「ホークス花の応援団」
  - 土曜日～日曜日、および祝日デーゲーム開催日 試合終了後に放送
- プロ野球シーズン・「ホークス花の応援団」または「ホークス花の応援団 集会所」
  - 中継予定試合がない火曜日～金曜日 17:48 - 21:00（JST）
  - 2018年の「鬼スポ」同様、火曜日に放送される場合は「RKBエキサイトホークス」をネットする局[2]向けにも配信する。

#### 備考
- 「仲谷一志・下田文代のよなおし堂」の放送枠拡大および「カリメン」の帯番組へのリニューアル、ならびに鬼橋が「開店! ウメ子食堂」のパーソナリティーに就任したため、平日の定時放送は廃止された。このため平日は、中継予定試合が予備も含めて中止となった場合のみ「ホークス花の応援団 集会所」と題して放送されることになる。また、中継カードが元々ない場合には、2019・2020年度は「集会所」ではなく「ホークス&スポーツ」が放送される場合があった（概ね月1回程度）。
- ナイターオフシーズンも前年度の時間帯に新番組「ピンボケ!」を編成するため、引き続き本番組の定時放送は行われない。
- 2020年は新型コロナウィルスの影響で6月19日までプロ野球の開幕が延期されていたため、3月31日から開幕前日の6月18日までの火曜から金曜まで、本番組をほぼ連日放送することになった。

### 2018年度
- プロ野球シーズン・「鬼スポ 花の応援団！」
  - 火曜日～金曜日 17:00 - 17:48（JST）
  - 火曜日～金曜日 21:00（ナイターの試合終了後）～21:52(JST)
  - また、TBSラジオが野球中継から撤退したことによる措置として、ナイター中継が放送されない日のレインコート番組としても設定される（火曜日は「RKBエキサイトホークス」をネットする局向けにも配信する）。
- プロ野球シーズン・「ホークス花の応援団」
  - 土曜日～日曜日 試合終了後に放送
- プロ野球シーズンオフ「鬼スポ 花の応援団!」
  - 火曜日〜木曜日 17:00～19:30

#### 備考
- 「仲谷一志・下田文代の夜なおし堂」の放送枠移動および「二丁目お茶の間劇場」の放送枠拡大に伴い、月曜日の放送を終了、それ以外の曜日も開始時刻が1時間繰り下がる。また試合終了後に放送される旧2部についても、2017年秋改編でスポーツ伝説の放送枠が繰り上がったことから、前年度に比べて8分終了が前倒されたほか、RKBヘッドライン・RKB天気予報をフロート番組化した[3]。
- 火曜日は、宮崎県、沖縄県以外の九州・山口のクロスネット5局がRKBが指定したホークス戦ナイターを放送するが、予備日や交流戦のヤクルト主催試合で放送するカードがない場合に18時台～19時を中心に飛び乗りを設けている局があり、適宜話題の途中でも強制的にCM、あるいはいったんフェードアウトしたうえでタイトルジングル→挨拶を入れる。また一部局の飛び乗りや飛び降りに配慮して、火曜日以外でも19時、20時、21時に簡易的な時報を流している。
- なお、2018年6月19日は以下の体制で放送した。
  - RKBはこの日開催されたヤクルト主催の対ソフトバンク戦（神宮）を中継できないため「もっと鬼スポ!花の応援団」を17:48から放送開始。18時台以降は、火曜日のみプロ野球中継や『花の応援団』を同時ネットで放送するKRY・NBC・RKK・OBS・MBCの九州・山口各局にも順次飛び乗りでネットされたが、制作局のRKBとKRY・NBCの3局は2018 FIFAワールドカップ中継・コロンビア対日本戦を同時ネットするため20:36で飛び降りた。ワールドカップ中継の完全非ネット局に当たるRKK・OBS・MBCでは、RKB・KRY・NBCでコロンビア対日本戦の直前中継を放送する時間帯（20:36 - 21:00）に、RKBからの裏送りで『花の応援団』を引き続き放送した。
  - RKBが中継できなかったヤクルト対ソフトバンク戦については、LFがNRNナイター向けの中継を制作。ライバル局のKBCホークスナイターにて試合開始から放送されたが、KBCもワールドカップ中継を放送するため野球中継を20:37で終了。このため20:37以降はRKB・KBC両局ともホークス戦が行われていながら中継をしないという事態となった。なお、当該試合は20:30の時点で6回裏を終了したため、（LFを含む）コロンビア対日本戦中継の同時ネット局では、このタイミングでヤクルト対ソフトバンク戦中継の放送（または同時ネット）を順次終了している。サッカー中継をネットしなかったRCCのみ、LFからの裏送りで唯一ヤクルト対ソフトバンク戦の中継を続けたが、同局も広島の絡まない試合であることから21:46に中継を打ち切り。以降は素材収録同様の扱いになったが、試合終了後の22:06まで実況は続けられた[4][5]。
- ナイターオフは週3日の放送となり、金曜日の同時間帯には「ホークス&スポーツ」が放送されることになった[6]。

### 2017年度
- プロ野球シーズン・「鬼橋美智子 花の応援団！」
  - 月曜日 16:00～18:00(JST) ※月曜ナイターがある場合は17:55終了
  - 火曜日～金曜日 16:30～17:55 ※月曜ナイターがある場合は月曜も放送
- プロ野球シーズン・「ホークス花の応援団」
  - 火曜日～金曜日 21:00（ナイターの試合終了後）～22:00(JST)
- プロ野球シーズン・「ホークス花の応援団 土曜版・日曜版」
  - 土曜日～日曜日 試合終了～17:00
- プロ野球シーズンオフ「鬼スポ 花の応援団!」
  - 月曜日〜金曜日 16:00～18:00
- プロ野球シーズンオフ「ホークス花の応援団 日曜版」
  - 日曜日 13:00～15:00

#### 備考
- 2017年春の改編よりそれまでの1部が鬼橋美智子 花の応援団!へ改題され、メインパーソナリティーである鬼橋美智子の冠番組となる[7]。一方、それまでの2部・土曜版・日曜版は鬼橋が出演しないこととなり、番組名も「ホークス花の応援団」のままとなっている。
- 2017年秋改編では「鬼橋美智子 花の応援団!」がさらに鬼スポ 花の応援団!に改題されたほか[8]、日曜日の午後に上杉あずさ・宮脇憲一が出演する日曜版がスタート。「RKBエキサイトホークス 延・長・戦!」の流れを汲んだホークス情報のほか、天神地区のショッピング情報などをきらめき通りサテライトスタジオから放送する。

### 2012年度〜2016年度
- プロ野球シーズン
  - 月曜日 16:30～18:00(JST) ※月曜ナイターがある場合は17:55終了だが、中継予定試合中止の場合は22:00までの拡大放送となる。
  - 火曜日～金曜日 16:30～17:55・21:00（ナイターの試合終了後）～22:00(JST。後者は「ホークス花の応援団2部」として放送)
  - 土曜日～日曜日 試合終了～17:00(JST。「ホークス花の応援団土曜版・日曜版」として放送)
- プロ野球シーズンオフ
  - 月曜日 16:30～18:00
  - 火曜日～金曜日 16:30～19:30
  - 2015年度は「RKBエキサイトホークス 延・長・戦!」を放送するため、金曜日も18:00までとなった

#### 備考
- 2012年度のナイターシーズンから、RKBエキサイトホークスを挟む形で2部構成となった。第2部は試合展開により割愛となる日もあるが、21:00までに試合が終了した場合でも21:00からのスタートとなる。
- 土・日に薄暮デーゲーム（17時以後）、ないしはナイターで行われる場合は平日の第2部の時間帯に準じる。ただしホークス戦が雨天中止となった場合は、他球場のナイターが開催されていても基本的に予備補充をしないため、この場合はナイター中継の開始時間に合わせる形で延長放送する場合がある（例・2015年7月4日。この日は本来であれば「オリックス対ソフトバンク戦」をMBSラジオ/ニッポン放送（LF）[9]からネット受けし、当番組は21時（ないしはナイター終了後）から22時の放送を予定していたが、試合開始直前に中止と決まったため、ナイターの放送が休止となり、本来は休止予定だった「マチケンマリコのハミングバーズ」を定時番組（20時まで）放送したのち、20時から22時に拡大放送した。（なお当日RKBともどもネットする予定だったMBS/LFが放送する「楽天対日本ハム」戦の放送は、原則予備補充をしないとするルールに則り放送されなかった。また本来20時-22時に放送すべき土曜日の定時番組は野球開催のために時間を15時-17時に繰り上げて放送をした[10]）

### 2011年度
- プロ野球シーズン
  - 月曜 16:30～18:05(JST) ※月曜ナイターがある場合は17:55終了だが、中継予定試合中止の場合は21:00までの拡大放送となる。
  - ホークス戦中継がある火曜～金曜 16:30～17:55(JST)
  - ホークス戦中継がない火曜～金曜 16:30～18:03(JST) ※交流戦の予備日などには21:00までの拡大放送となることもある。
- プロ野球シーズンオフ
  - 月曜 16:30～18:20
  - 火曜～金曜 16:30～18:30

## パーソナリティ
- 上杉あずさ（日曜→土曜の「ホークス花の応援団」→日曜の「"鷹く!"応援団」担当。団員No.1/10）

「集会所」を放送する場合は→メインパーソナリティとして出演。
- 江藤晴美（土曜→日曜の「ホークス花の応援団」→土曜の「"鷹く!"応援団」担当。団員No.810）

「集会所」を放送する場合はリポーターとして出演。
- 加藤淳也（パシリ、団員No.4（仮））…「歌の応援団」から続投

定時放送時代、加藤は福岡ヤフオク!ドームでの試合時における中継リポーターも兼ねた（北九州市民球場・藤崎台県営野球場・鹿児島県立鴨池野球場などへも出張することがあった）。この場合は「ホークス花の応援団」・土曜版・日曜版などにも出演していた。平日の定時放送終了後は後番組である「仲谷一志・下田文代のよなおし堂」で中継コーナーを行うほか、「集会所」のサブパーソナリティも兼務する。

### 過去のパーソナリティ
- 鬼橋美智子（団長。平日→「鬼スポ 花の応援団!」担当）…「歌の応援団」から続投。
- あべやすみ（火曜･水曜。団員No.88）…「歌の応援団」から続投
- 三好ジェームス（RKBアナウンサー。団員No.58）
- 宮脇憲一（RKBアナウンサー。2017年オフの日曜版担当。）

サブパーソナリティ（「鬼スポ 花の応援団!」に1人のみ出演。）
- 服部義夫（RKBアナウンサー、団員No.2）…「ノリスタ」ではアシスタント。一時期番組を離れるも2017年10月より復帰。
- 茅野正昌（自称･副団長。RKBアナウンサー、団員No.3）…同上
- 田中友英（RKBアナウンサー。マネージャー）
- 佐藤巧（RKBアナウンサー。団員No.18）
- 山口たかし（団員No.23）

なお、2020年の連日放送期間や、2022年の平日の試合中止時の放送については、上杉・江藤・加藤、ならびにRKBのアナウンサー（過去のパーソナリティに挙げられている人物も含む）、RKBの他番組のパーソナリティーの中から、2 - 3名が日替わりでパーソナリティを務める体制となっている。

## 現在放送中のコーナー

### プロ野球シーズン中

#### 鬼橋美智子 花の応援団!（旧ホークス花の応援団1部）
- ニュース、天気予報、交通情報
- 鬼スポスタジアム･･･ホークス戦がある日は試合の直前情報、ない日はスポーツ選手や地元で活躍する人に電話インタビュー。旧名称は「スポーツスタジアム」で、前番組「富永倫子のノリスタ」から引き継いでいる
- 唐津んもん便り、福津の極み、そうつく宗像、まるごとみやま（曜日によりいずれかを放送）･･･佐賀県唐津市または福岡県福津市、宗像市の最新情報を紹介する
- 鬼スポ!花の応援団　松本支部長　報告（最終金曜日）
- 表現力クイズ･･･下記「ネットワークTODAY」等の放送中に答えを考えてもらうクイズコーナー。じゃんけんに負けたパーソナリティがスタッフの持ってくるお題その物の名前は言わず、NGワードも言わず言葉だけでお題を表現する。
  - 出題者は番組ディレクター(オシャレさん、ガサツ君、上品ちゃん)の3人が日替りで担当し、お題の品物は彼らの私物である事が多い。(但し、過去にガサツ君が持ってきた「脚立」や「お茶の間アワーのちゃぶ台」などの例外もある。)
  - NGワードは曜日やお題により異なるが、毎回4〜5個程設定されており、NGワードを言うごとにイエローカードが出され、3回イエローカードが出るとスタジオ外の見学ブースから放送しないといけない。
- ネットワークTODAY／ネットワークフラッシュ／ほっとインフォメーション（17:30～、TBSラジオ制作のフロート番組）
- 表現力クイズの正解発表･･･正解発表の前に間違った答えを発表するが、明らかにボケている解答は「確信犯」と呼ばれる事がある。また、団長鬼橋が面白い解答に「優勝」を出す事が稀にある。
- 加藤淳也のドーム前中継（ヤフードームでホークス戦がある日）
- 花の応援団ここだけのはなし･･･ホークス戦直前情報

#### ホークス花の応援団（旧2部）・土曜版・日曜版
- 試合の振り返り、リスナーからのメッセージ紹介等、前身の「ホークス歌の応援団」と内容は変わらない。

### プロ野球シーズンオフ時
シーズンインには放送されないもののみ記載
- こころのオルゴール
- ちょっと寄ってかない？･･･曜日別コーナー
  - 火曜：スナッピーのスナめし
  - 水曜：麺食い侍･･･加藤淳也がエリア内の麺料理がおいしいお店を数珠つなぎで紹介する。前年から引き続き放送
  - 木曜：パンパカパーン…エリアにあるパン屋の情報を紹介する
- ジモティ応援団
- ワールドニュースチャンピオン
- 2番目リクエスト
- 選手別コーナー（不定）･･･ホークスの選手がパーソナリティのミニ番組。この番組は事前に収録されている。
  - 2011年オフ
    - 松田宣浩のマッチグー　メンズクラブ（2011年12月）

  - 2010年オフ
    - 森福允彦の××（チョメチョメ）な話
    - 松田宣浩のマッチグー
    - 長谷川勇也のそこまで言うや※
    - 攝津正のセッツン☆NOW※

※は前身の「ホークス歌の応援団」から放送

#### 2017年シーズンオフ「ホークス花の応援団 日曜版」
- 天神ウォッチ!
- ホークストーク
- 日曜日のちょい足しレシピ
- 未来のスター・今日のたまご

## 過去に放送したコーナー
スナッピー花の応援隊
- 花の応援団アネックス･･･加藤淳也が担当する日替わりコーナー（2010年オフ）
  - 火曜：麺喰い侍･･･エリア内の麺料理がおいしいお店を数珠つなぎで紹介する
  - 水曜：お仕事応援団･･･午後6時以降も仕事でがんばっている人を応援しようという企画
  - 木曜：ホークス人生色々･･･ホークスを応援するおかげ（せい）で人生が変わってしまった人を紹介する
  - 金曜：夕食応援団･･･これから夕食作りに取り掛かる人を応援しようという企画
  - 茅野正昌の鉄分補給クイズ（2011年度茅野担当のマニアッククイズ）
- feel the mind〜最上の出会い〜（TBSラジオ制作）
- マニアクイズ（17:27頃～）･･･男性パーソナリティのマニアックなクイズコーナー。正解したリスナーは出題者から名誉がプレゼントされる
  - 服部義夫のいい湯だな！鼻歌クイズ･･･服部が鼻歌で歌った曲を当てるクイズ
  - 茅野正昌のライダークイズ･･･茅野が仮面ライダーに関するクイズを出題
- 音楽玉手箱（18:15頃～）･･･曜日別にテーマに沿った音楽を放送する
  - 火曜：ヒーロー・特撮モノのテーマ曲
  - 水曜：思い出のタイムマシンに乗って･･･主に1970年代、80年代の洋楽
  - 木曜：アニメソング
  - 金曜：ザ・歌謡曲･･･1970年代、80年代の歌謡曲（邦楽）
- RKB65周年記念連続ラジオドラマ 家族びより〜シアワセの高取家〜…フロート番組
- 聞いてよ！カト淳！（月曜のみ）･･･加藤淳也がリスナーからホークス選手へのプライベートな質問をする。タイトルコールは開店! ウメ子食堂内「聴いてよ大将！」と同じ
- 博多駅3つの街の応援団（水曜のみ）･･･吉留樹里が博多駅地下街、マイング博多駅名店街、博多一番街の情報を紹介する。
- 夕刊チェック（月曜のみ）･･･その日の夕刊からパーソナリティが気になった記事を紹介する

## エピソード
- 「押忍！」が番組内の共通のあいさつ
- 鬼橋は番組内でよく「団長（断腸）の思い」というダジャレを連呼している
- 団員ナンバーの5番以降はリスナーが自由に付けてよい
- 江藤は長らく団員ナンバーの設定がなかったが、2014年になってから公式サイトにて団員ナンバーが表記された
- 加藤は他の団員（鬼橋、服部、茅野）から団員として認められていないため、団員ナンバーは仮となっている
- 番組開始時のパーソナリティー3人は互いに「○○おじさん（orおばさん）」というニックネームをつけている
  - 鬼橋･･･結婚おばさん、パレードおばさん、鉄道おばさん（自称）
  - 服部･･･バドミントンおじさん、ラグビーおじさん、あーだこーだおじさん
  - 茅野･･･特番おじさん、鉄道おじさん、柔道おじさん、パレードおじさん
- 2011年11月20日、日本シリーズ第7戦で中日ドラゴンズを4勝3敗で下し、8年ぶりの日本一に輝いた。試合中継終了の22:30 - 24:59まで『ホークス花の応援団 日本シリーズ優勝スペシャル　ついにやったぞ 日本一ダーーー!』を放送した。
- 2014年2月13日からは、びっくりドンキーとのコラボレーションメニューとして、「白星ハッスル!!ベジバーグ」を開発。北部九州地区の同社店舗で、期間限定メニューとして提供している。なお、提供開始の前日（同月12日）には、三代澤康司（朝日放送アナウンサー）がスペシャルゲストとして当番組に出演。『ドッキリ!ハッキリ!三代澤康司です』（ABCラジオで平日の午前中に放送している生ワイド番組）で2012年から同種の企画を実施していることによる縁で、同番組の終了直後に（朝日放送の本社スタジオがある）大阪から福岡へ移動しての登場だった。
- 2018年1月2日の6時30分から18時まで、「鬼スポ 花の応援団! ～鬼ちゃん５０になりました!～」を放送[11]